# Busto di Cristina di Svezia
Il Busto di Cristina di Svezia è un'opera dello scultore Giulio Cartari, un allievo del Bernini. 

## Storia
Il busto fu realizzato verosimilmente nel 1681 da Giulio Cartari, allievo del Bernini e da questi introdotto nella cerchia di Cristina di Svezia presso la quale il Cartari fu stabilmente impegnato per diversi anni. 
Alla morte della sovrana svedese la sua collezione di opere d'arte - compreso questo busto ritratto - fu trasmessa in eredità al cardinale Decio Azzolino, intimo amico di Cristina. Morto l'Azzolino i suoi eredi alienarono tali opere che in larga parte vennero acquistate dal principe Livio Odescalchi.  
Nel 1724 molte sculture della raccolta Odescalchi - incluse quelle già appartenute a Cristina di Svezia e tra esse anche il busto del Cartari - furono acquistate per conto di Filippo V di Spagna. 
Approdato in tal modo in Spagna il busto di Cristina venne collocato nel Palazzo Reale della Granja dove ancora si trova.

## Descrizione

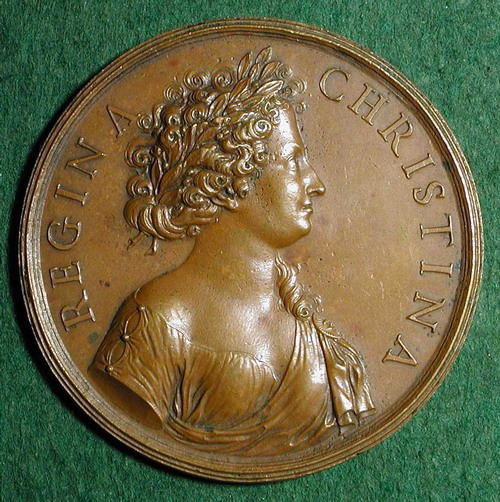
Il ritratto di Cristina su una della medaglie di Massimiliano Soldani Benzi

L'imponente ed austera figura di Cristina, ritratta di tre quarti, è abbigliata come un'antica eroina ed è coronata d'alloro. Nella borchia sulla spalla sinistra della sovrana è raffigurato un sole splendente. 
Il ritratto della Granja è chiaramente associabile a quello effigiato dall'artista toscano Massimiliano Soldani Benzi per una serie di medaglie fatte coniare da Cristina - nota come serie Gratia Deo (il monogramma G.D. compare sul verso delle medaglie di questa serie) - ove, come nel busto marmoreo, essa appare abbigliata all'antica e parimenti presenta gli attributi della corona d'alloro e del sole sulla borchia.
Mediante queste medaglie, come si evince anche dai motti e dalle rappresentazioni allegoriche sul loro verso, Cristina intese raffigurare una eroizzazione di se stessa e delle sue virtù di sovrana: data l'identità iconografica tra il ritratto che si vede su tali medaglie e quello del busto in marmo è plausibile che quest'ultimo partecipi dello stesso significato. 

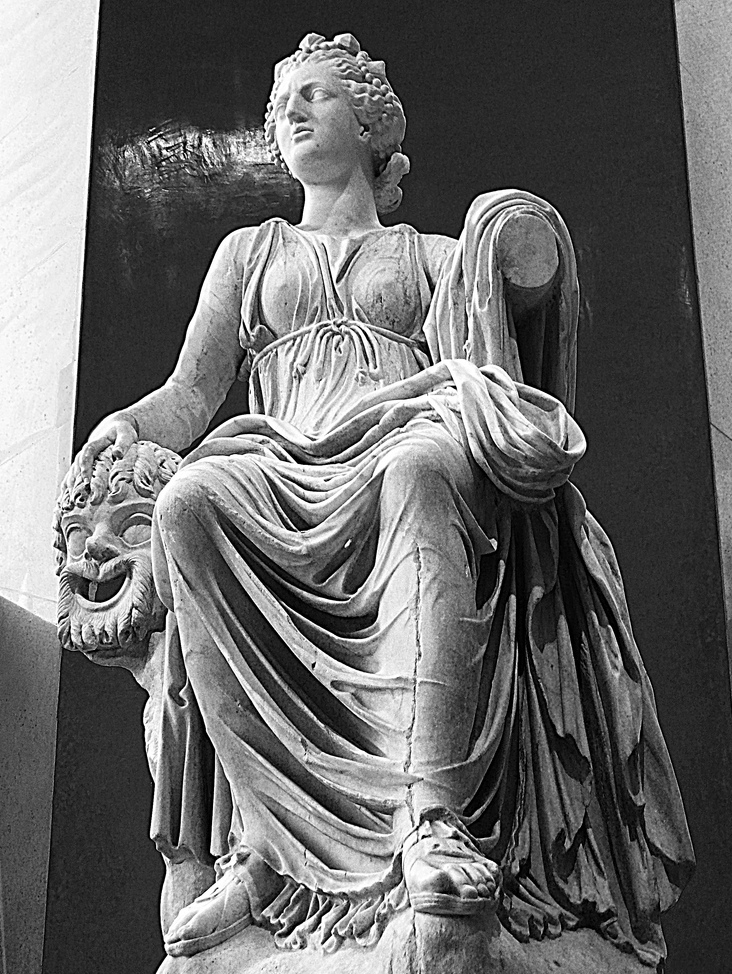
Talia, II secolo d.C. con ampie integrazioni moderne, Madrid, Museo del Prado

I simboli dell'alloro e del sole potrebbero anche esprimere un concetto più specifico quali riferimenti ad Apollo. Il rimando a questa divinità del mondo classico potrebbe essere infatti letto anche come un'allusione alla passione di Cristina per le arti essendo Apollo il dio che guida le muse, cioè le patrone delle arti nella mitologia greco-romana. 
In effetti la regina stessa potrebbe essere intesa, nel ritratto, come raffigurata in veste di musa. Del resto in una stanza di Palazzo Riario (la definitiva residenza romana della ex sovrana di Svezia), Cristina aveva collocato le celebri muse rinvenute nel Cinquecento a Villa Adriana e a lei donate da Ranuccio II Farnese che le aveva in seguito ereditate (queste sculture sono oggi al Prado). Come è noto le muse in questione, scolpite in posizione seduta, erano solo in numero di otto: ne mancava una. Nella stanza della residenza trasteverina che ospitava il gruppo proveniente da Villa Adriana, Cristina collocò anche il suo trono ed una statua di Apollo fatta appositamente scolpire. Sul trono era naturalmente la stessa regina a prendere posto, ponendosi così simbolicamente come la nona musa al cospetto del dio.
Vi è anche l'ipotesi che la testa della musa Talia di questo gruppo sia un ulteriore ritratto di Cristina di Svezia. 
Oltre a questa lettura che vede il ritratto della Granja come una delle tante testimonianze delle passioni di Cristina per la cultura classica, da ella intesa anche come veicolo per trasmettere la sua immagine pubblica, è stata proposta una diversa chiave interpretativa dell'opera del Cartari che si basa sull'ipotetico nesso tra il busto e un'altra statua appartenuta alla sovrana. 
Si tratta di un'ulteriore scultura antica rinvenuta in stato frammentario e ampiamente reintegrata dallo stesso Giulio Cartari (in particolare il busto, la testa e le braccia sono frutto dell'aggiunta moderna). In questa operazione di restauro (o piuttosto di rifacimento) l'antico torso venne trasformato in una raffigurazione del mito di Clizia - probabilmente rifacendosi al racconto delle Metamorfosi -, immortalando l'attimo in cui la ninfa - volgendo lo sguardo in direzione dell'amato Apollo (il sole) e schermandosi con un braccio per proteggersi dal bagliore - è trasformata dal dio in un heliotropium cioè un fiore che, come il girasole, segue il movimento dell'astro durante il giorno. La statua di Clizia - oggi anch'essa nel Prado - era collocata in un ambiente di Palazzo Riario ove al centro del soffitto è dipinto ad affresco proprio Apollo, in direzione del quale era orientata la scultura. 

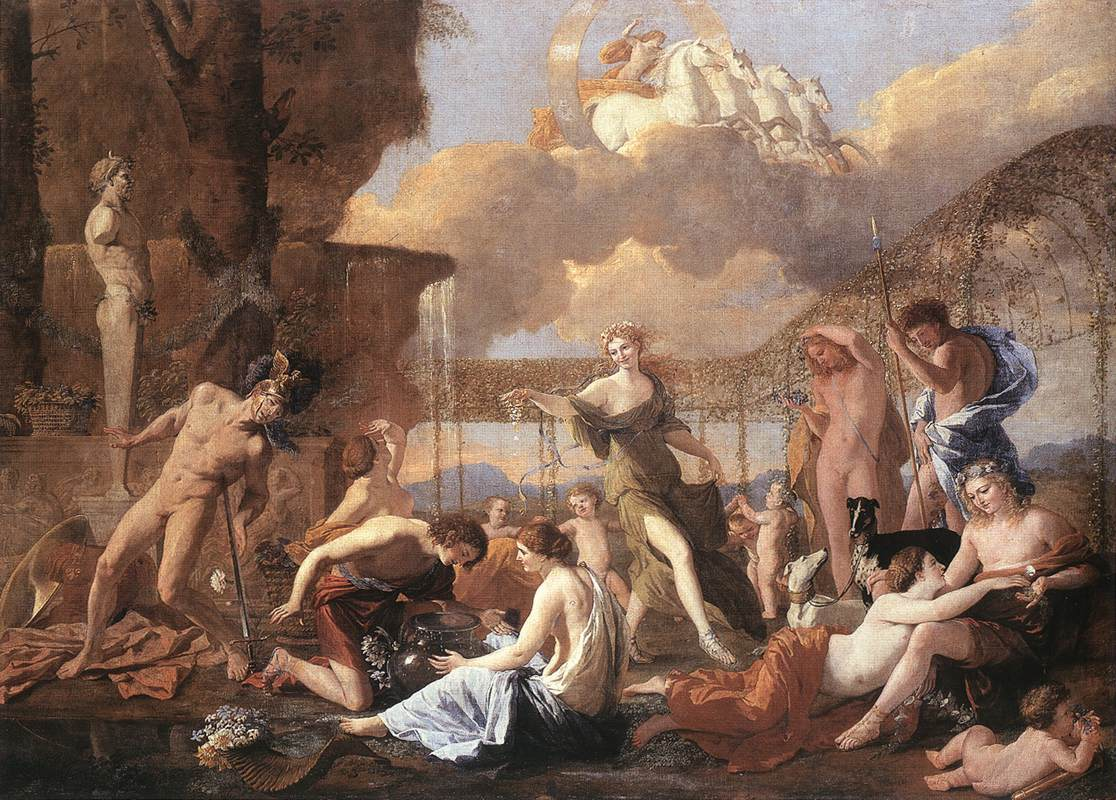
Nicolas Poussin, Impero di Flora, 1631, Dresda, Gemäldegalerie Alte Meister

Secondo alcune posizioni critiche, nel mettere in scena a Palazzo Riario la favola di Clizia, Cristina avrebbe voluto alludere alla sua conversione al cattolicesimo laddove Apollo, il sole, è l'allegoria della nuova fede abbracciata dalla regina e Clizia è la stessa Cristina che, come il fiore in cui la ninfa si è trasformata, volge costantemente il suo sguardo, cioè la sua anima, in direzione del vero dio. In questa chiave anche il busto del Cartari, dalla esplicita simbologia apollinea, parteciperebbe dello stesso significato allegorico. 

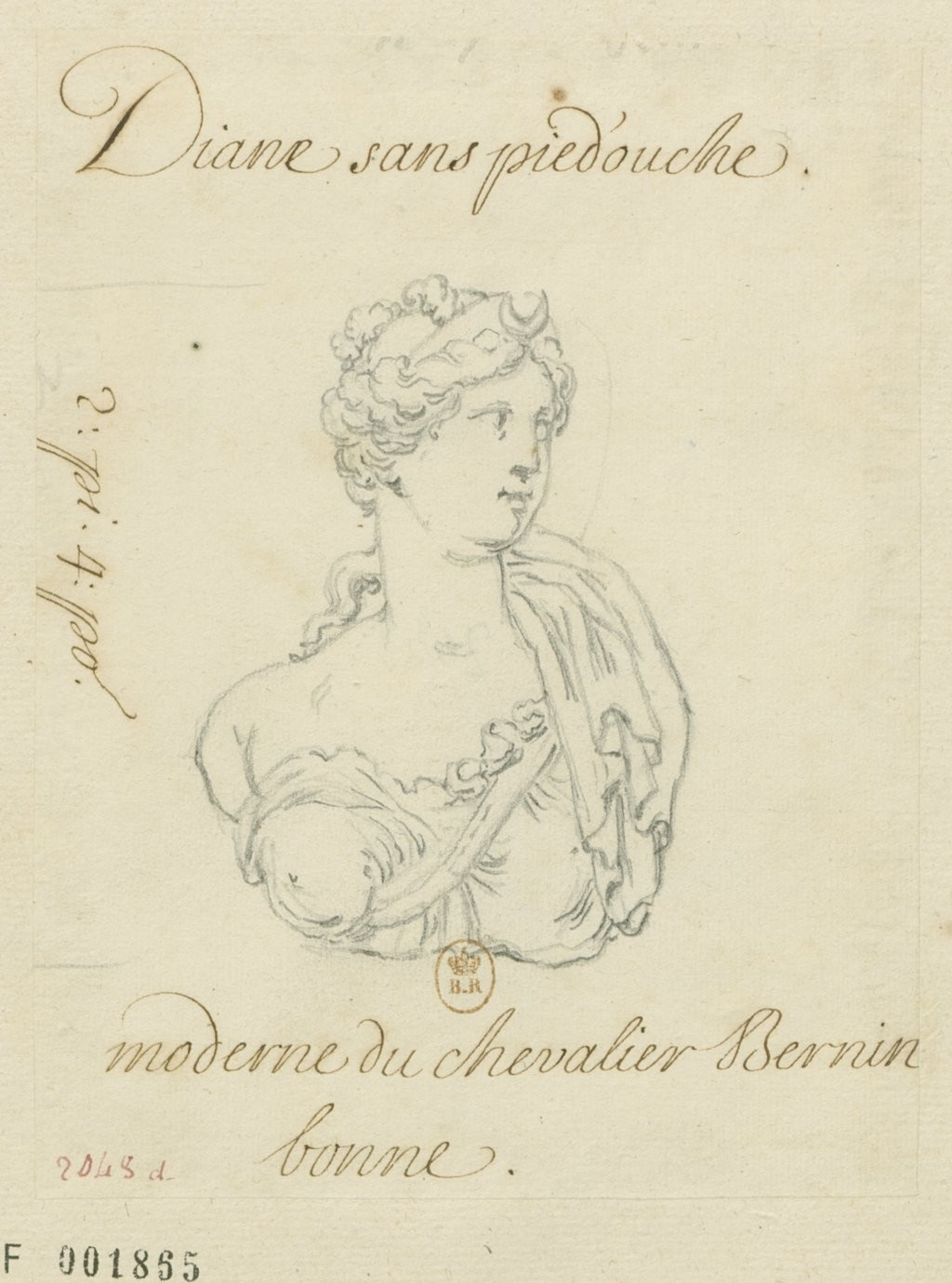
L'ipotetico busto di Diana del Bernini

A fronte della intensa attività di ritrattista del Bernini è singolare che lo scultore, intimamente legato alla regina svedese - sentimento di stima che Cristina ricambiava -, non la abbia mai ritratta. Lo stesso Gian Lorenzo era in qualche misura consapevole dell'anomalia di questo fatto e pare fosse solito “scusarsi” del mancato ritratto affermando che erano tante le sfaccettature della sovrana da non essere egli capace di individuare quella da immortalare nel marmo.
Dato il rapporto tra Bernini e il Cartari, che le fonti dicono allievo prediletto del maestro (al punto che egli era noto anche come Giulio del Bernini) è naturale chiedersi se in questa commissione così importante non siano rintracciabili debiti nei confronti del suo grande maestro. In effetti, Cartari era solito operare rifacendosi all'esempio di Gian Lorenzo (ove non si trovava ad eseguire direttamente progetti del capo bottega). Valga come esempio la stessa statua di Clizia che, nel particolare delle dita della mano destra che si tramutano in radici, chiaramente richiama il celeberrimo gruppo, affine per tema, di Apollo e Dafne del Bernini (per la posa della ninfa tuttavia è verosimile che Cartari si sia rifatto anche alla raffigurazione di Clizia che si vede nell'Impero di Flora del Poussin). 
In effetti un possibile nesso tra il busto di Cristina e un'idea del Bernini è stato scorto in un disegno secentesco riproducente un busto di Diana che nelle iscrizioni annotate sullo stesso foglio si dice essere opera del Bernini (se tale indicazione è corretta si tratterebbe di una scultura berniniana mai individuata). Tra la scultura riprodotta nel disegno, appartenuto all'architetto francese Robert de Cotte, e il busto di Cristina scolpito dal Cartari vi è chi scorge significative somiglianze.